# Coelogyne fragrans
Espèce
Statut CITES
Coelogyne fragrans est une espèce de plantes à fleurs de la famille des Orchidaceae (les orchidées) et du genre Coelogyne originaire de Nouvelle-Guinée.